# Толстоклювый попугай Катерины
Толстоклювый попугай Катерины (лат. Bolborhynchus lineola) — птица семейства попугаевых.

## Внешний вид
Длина тела 16-17 см, хвоста 6 см; вес 47-55 г. Основная окраска оперения изумрудно-зелёная, с желтоватым оттенком нижней части тела. Плечи чёрные, на боках, горле и затылке имеются чёрные поперечные полосы. Большие кроющие перья крыла и верхние нижние кроющие перья хвоста с чёрными кончиками в виде каймы.

## Распространение
Обитает в западной Панаме, южной Мексике, Гватемале, Гондурасе, Никарагуа, Коста-Рике, северной Колумбии, Венесуэле и Перу.

## Образ жизни
Населяют леса и горы до высоты 2000 м над уровнем моря. Спускаются на землю, но спят высоко на деревьях. Не боятся холода, могут принимать снежные ванны. Встречаются небольшими группами от 6 до 30 особей (иногда до 150 птиц). Питаются плодами, сухими семенами и личинками насекомых. Предпочитают бегать, а не летать.

## Размножение
Самка откладывает от 2 до 5 яиц. Насиживает около 4 недель, примерно в 1,5-месячном возрасте птенцы оперяются и вылетают из гнезда.

## Содержание
Впервые в Европу эти попугаи были завезены в 1886 году. Это очень приятные и доверчивые птицы. Они становятся всё более и более популярными в Европе и Северной Америке. Средняя продолжительность жизни около 10 лет.

## Классификация
Вид включает в себя 2 подвида.
- Bolborhynchus lineola lineola (Cassin, 1853)
- Bolborhynchus lineola tigrinus (Souance, 1856)